# Statue de Roland
La statue de Roland (allemand : Bremer Roland) est une statue qui se trouve sur la place du marché (Markplatz) de la ville de Brême, dans le nord-ouest de l'Allemagne.
Érigée en 1404 et d'une hauteur de 5,5 mètres, elle représente Roland, le protecteur de la ville. Elle fait face à la cathédrale de Brême.
En 2004, avec l'Hôtel de ville de Brême, la statue a été ajoutée à la liste des sites du patrimoine mondial et l'ensemble constitue « des témoignages exceptionnels de l’autonomie civique et de la souveraineté qui caractérisèrent le Saint-Empire romain germanique ».